# Hornedjitef

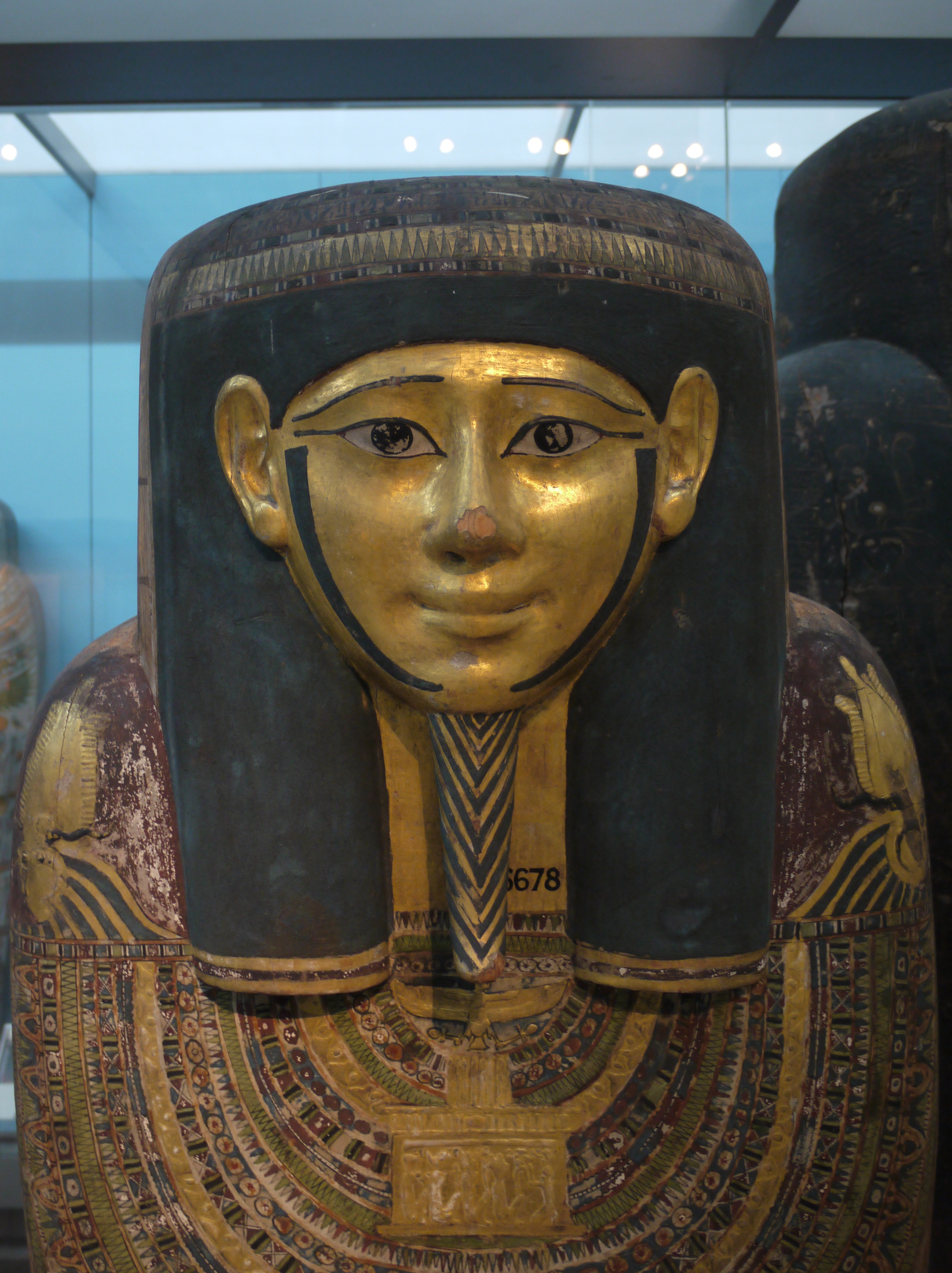
Dettaglio della testa dal sarcofago più interno di Hornedjitef. British Museum

Hornedjitef (... – ca. 220 a.C.) è stato un sacerdote egizio vissuto durante la Dinastia tolemaica.

## Biografia
Fu sacerdote nel tempio di Amon-Ra a Karnak durante il regno del faraone Tolomeo III (246 - 222 a.C.) e la sua ricchezza è intuibile dalla preziosità del suo corredo funerario. Gli esami sulla sua mummia rivelano che morì in età matura e che soffrì di osteoartrosi e osteoporosi.

## Sarcofago
Hornedjitef è noto principalmente grazie al suo sarcofago interno, alla maschera mortuaria e alla mummia interamente avvolta in un involucro di cartonnage molto ricco e decorato con figure in oro, esempi elaborati dell'arte funeraria egizia del principio dell'epoca tolemaica (databili intorno al 220 a.C.) e scoperti ad Asasif, presso Tebe, e oggi conservati a Londra al British Museum.
Il sarcofago antropoide è realizzato in legno e gesso dipinti, e in oro; è alto 195 cm e largo 60 cm. Il volto è finemente dorato, con una barba posticcia arricciata e un ricco collare terminante con due teste di falco, animale simbolo di divinità come Horus e Ra e recante al centro l'immagine del ba (lo spirito) del defunto, oltre a un pettorale con la raffigurazione di Hornedjitef che adora quattro divinità. Inoltre, il feretro è decorato con iscrizioni geroglifiche rituali. All'interno vi sono figure a tema astronomico, a simboleggiare i cieli che avvolgono il defunto, oltre all'immagine della dea Nut, sul cui corpo è trascritto il capitolo 89 del Libro dei morti.
Nel feretro, insieme alla salma, furono rinvenuti un papiro del Libro del morti e una statuetta in legno dipinto di Ptah-Sokar-Osiride.